# آویزگاه خارجی تسلیحات

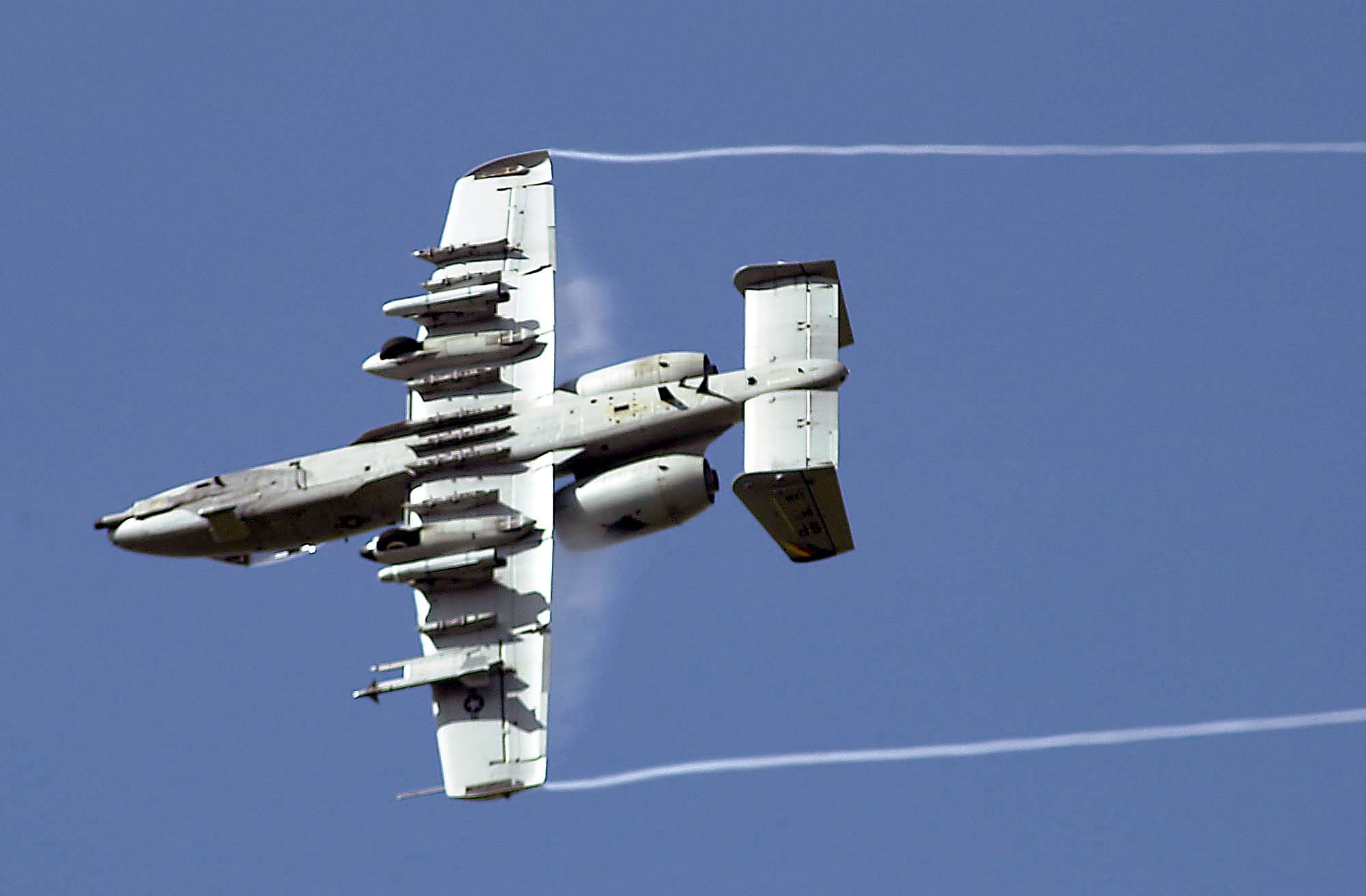
یک فروند ای-۱۰ تاندربولت ۲ که دارای تعداد زیادی جایگاه تسلیحات است.

جایگاه تسلیحات (به انگلیسی: Hardpoint) جایگاهی بر روی بدنه هواپیما است که برای حمل بار خارجی یا داخلی اختصاص داده شده‌است. این جایگاه‌ها ممکن است در بال یا بدنه، در هواپیمای غیرنظامی یا نظامی، در نظر گرفته شوند. در جایگاه‌های تسلیحات، قطعات و تجهیزاتی مانند موتور جت خارجی، جنگ‌افزارهای مختلف مانند بمب‌ها، راکت‌ها، موشک‌ها، سامانه‌های اقدامات متقابل، غلاف‌های مختلف و مخازن سوخت خارجی نصب می‌شوند. این تجهیزات خارجی، توسط قطعه‌ای با نقش سازگاری‌دهنده (آداپتور)، به‌نام پایلون، به بدنه هواپیما متصل می‌شوند. جایگاه‌های تسلیحات در برخی هواپیماهای شناساگریز مانند اف-۱۱۷ نایت‌هاوک، اف-۳۵ لایتنینگ ۲ و اف-۲۲ رپتور برای کاهش نیروی پسار و کاهش ریسک شناسایی توسط رادارها، به‌صورت داخلی و در بدنه هواپیما جاسازی می‌شوند.

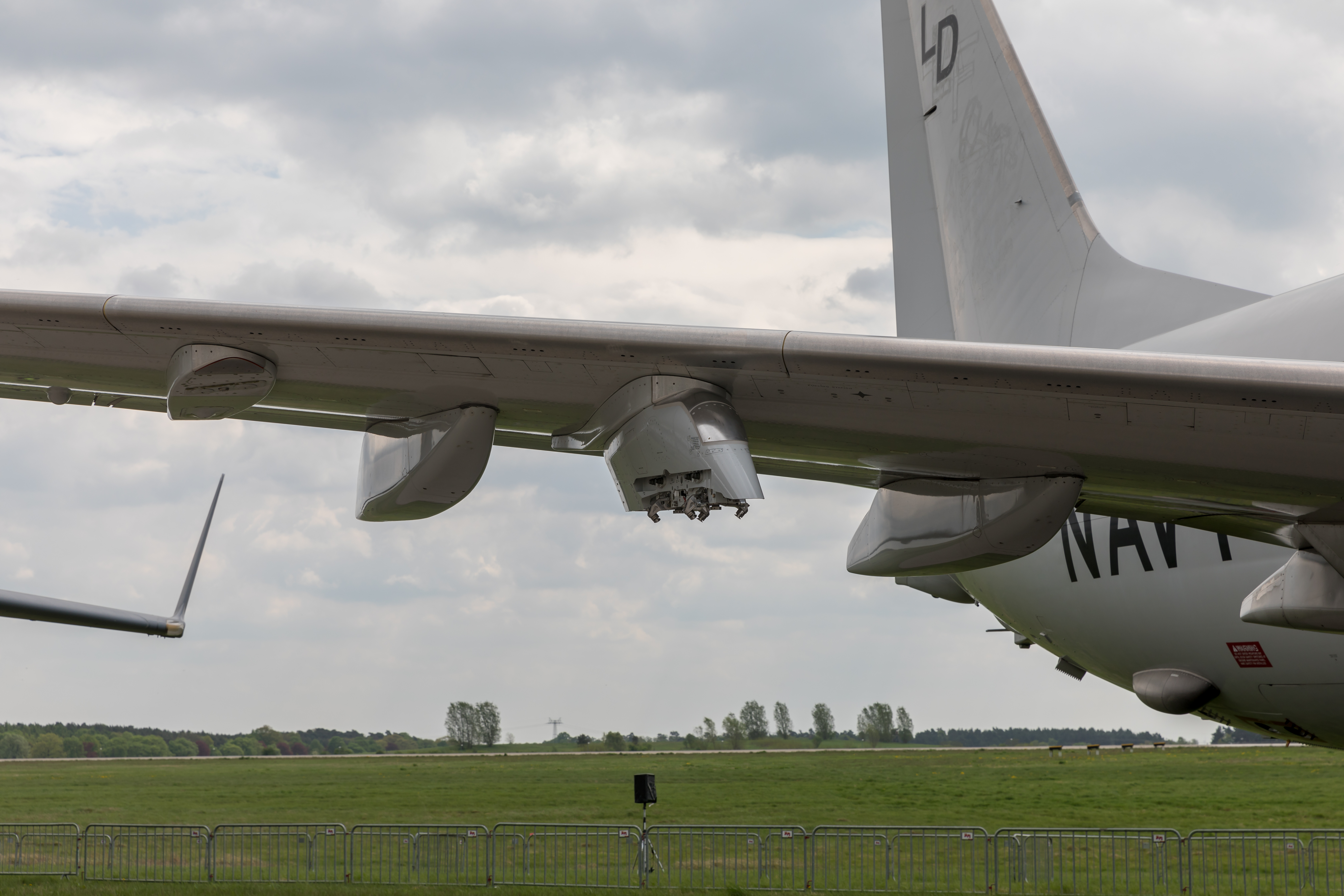
جایگاه‌های تسلیحات خالی بر روی بال یک بوئینگ پی-۸ پوسایدون

### تعداد و نحوهٔ چینش
هواپیماهای مختلف، دارای آرایش و تعداد مختلفی جایگاه تسلیحات هستند. در برخی از جنگنده‌ها، مانند اف-۴ فانتوم، جایگاه‌ها فاقد عدد هستند و در برخی مانند اف/ای-۱۸ هورنت، دارای عدد هستند.

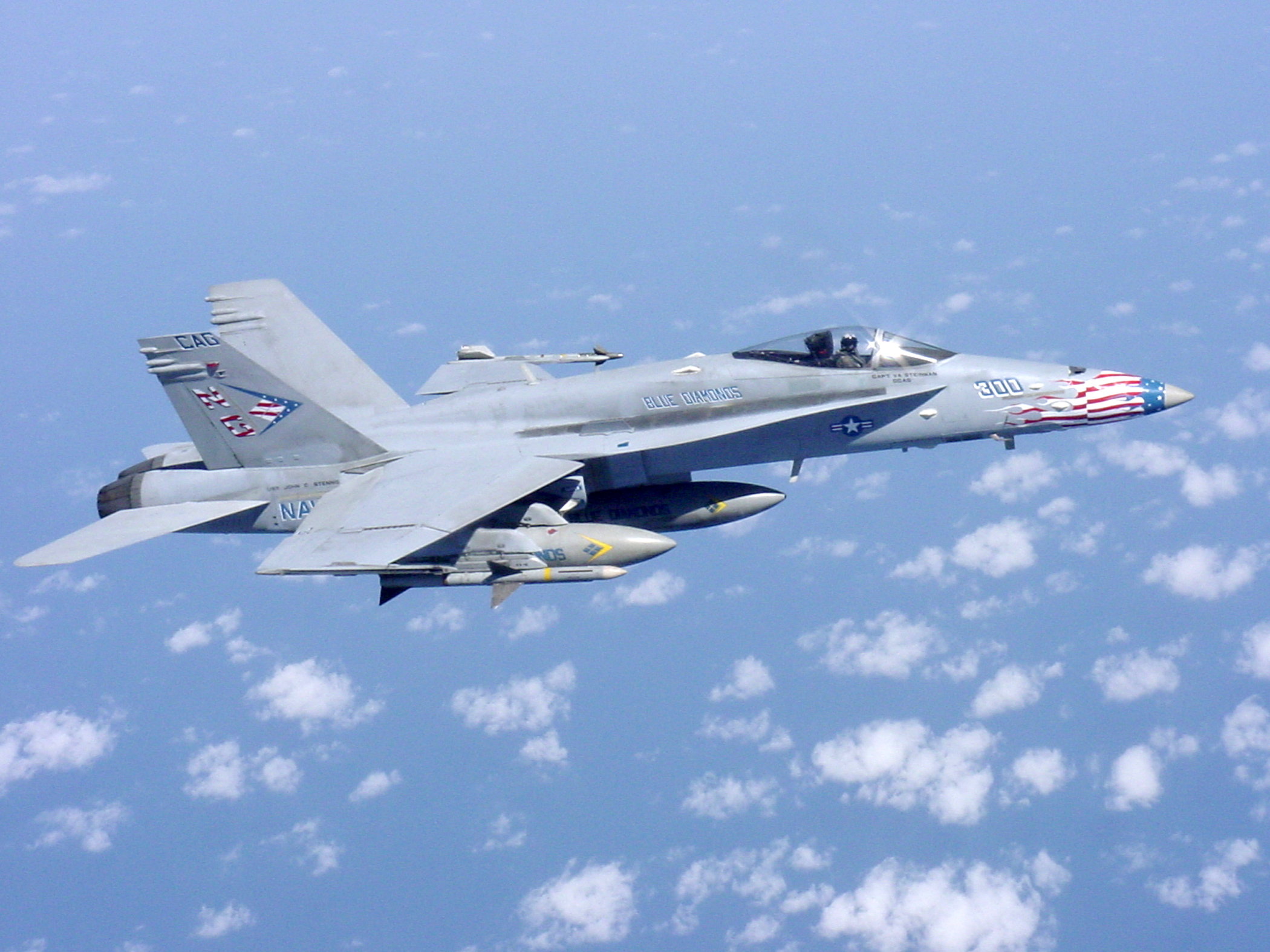
یک اف-۱۸ در حال حمل مخزن سوخت خارجی موشک‌های ایم-۹ سایدوایندر و ایم-۷ اسپارو

مدل‌ها و نسخه‌های مختلف اف/ای-۱۸ هورنت دارای ۹ جایگاه تسلیحات هستند:
- جایگاه ۱ و ۹، در نوک بال‌ها، جهت بارگزاری موشک ایم-۹ سایدوایندر
- جایگاه‌های ۲، ۳، ۷، و ۸، که در زیر بال‌های چپ و راست قرار دارند و جهت بارگذاری انواع بمب، موشک هوابه‌هوا و موشک‌های هوابه‌سطح، استفاده می‌شوند.
- جایگاه‌های ۴ و ۶ که در کناره‌های بدنه قرار دارندو با اتصال پرتاب‌گر مدل LAU-116 برای موشک‌های اسپارو و ایم-۱۲۰ آمرام قابل استفاده هستند. جایگاه ۴ همچنین می‌تواند پذیرای یک غلاف فروسرخ (FLIR) برای شناسایی و علامت‌گذاری اهداف مختلف باشد.
- جایگاه ۵، که در محور مرکزی و زیر بدنه جنگنده قرار دارد، و قابل بارگذاری با انواع تجهیزات به جز موشک‌ها (برای جلوگیری از به خطر انداختن ارابه فرود دماغه) هستند، [نیازمند منبع]
- جایگاه‌های ۳، ۵، و ۷، قابل استفاده برای اتصال مخازن سوخت خارجی هستند.